# Šlechtova restaurace
Šlechtova restaurace, zkráceně Šlechtovka, původně Dvorana či Dolní letohrádek, je budova v pražské Stromovce. Stojí na břehu bývalého rybníka. V její blízkosti vyúsťuje Rudolfova štola. Šlechtova restaurace je součástí komplexu místodržitelského letohrádku a Královské obory, chráněného jako kulturní památka České republiky. Ohrožená, dlouhodobě chátrající památka je od června 2017 předmětem kompletní rekonstrukce. K částečnému znovuotevření došlo v dubnu 2020.

## Historie
Původní raně barokní letohrádek postavil císařský dvorní zednický mistr Jan Jakub Antonín Canevalle v letech 1689 až 1692 na náklady prezidenta České komory, hraběte Kryštofa Františka Vratislava z Mitrovic pro rakouského císaře Leopolda I. Měl nahradit dvě nedaleké budovy, zastaralý a švédskými vojsky roku 1648 vyrabovaný zámeček (dnešní Místodržitelský letohrádek) a Císařský mlýn v Bubenči. Malíř Jan Jakub Steinfels vyzdobil hlavní sál, prostupující obě patra stavby, dosud dochovanou nástropní freskou, znázorňující Olymp s antickými bohy Apollónem s Venuší a Amorem, Dianou, Merkurem, Jupiterem, Marsem a Saturnem. Ve výklenku proti vchodu byla v umělé krápníkové jeskyni umístěna fontána s bronzovou plastikou Poseidóna. Téhož roku se připomínal pachtýř nějakého zdejšího hostince, Joan Baptista de Bois, když žádal o zbudování příbytku pro svou rodinu a čeleď.
V následujících desetiletích byl letohrádek využíván jako sklad sena a obilí pro oboru a vždy před příjezdem Habsburků byl příležitostně opraven.
Velká lidová slavnost se tu konala například 9. až 10. srpna roku 1792 u příležitosti korunovace císaře Františka I. českým králem. Roku 1804 dal týž císař na popud nejvyššího purkrabího, hraběte Jana Rudolfa Chotka, Královskou oboru celoročně otevřít pro veřejnost, latinský pamětní nápis s chronogramem této události je vytesán do kamenné desky nad obloukem severozápadní vstupní brány v Gotthardské ulici. Podle návrhu profesora pražské techniky, architekta Jiřího Fischera a zahradníka Františka Weppela byla obora postupně upravena na anglický park: velký rybník byl nahrazen čtyřmi menšími s potoky a asymetrickou výsadbou listnatých stromů. Obora se stala vyhledávaným místem k vycházkám.

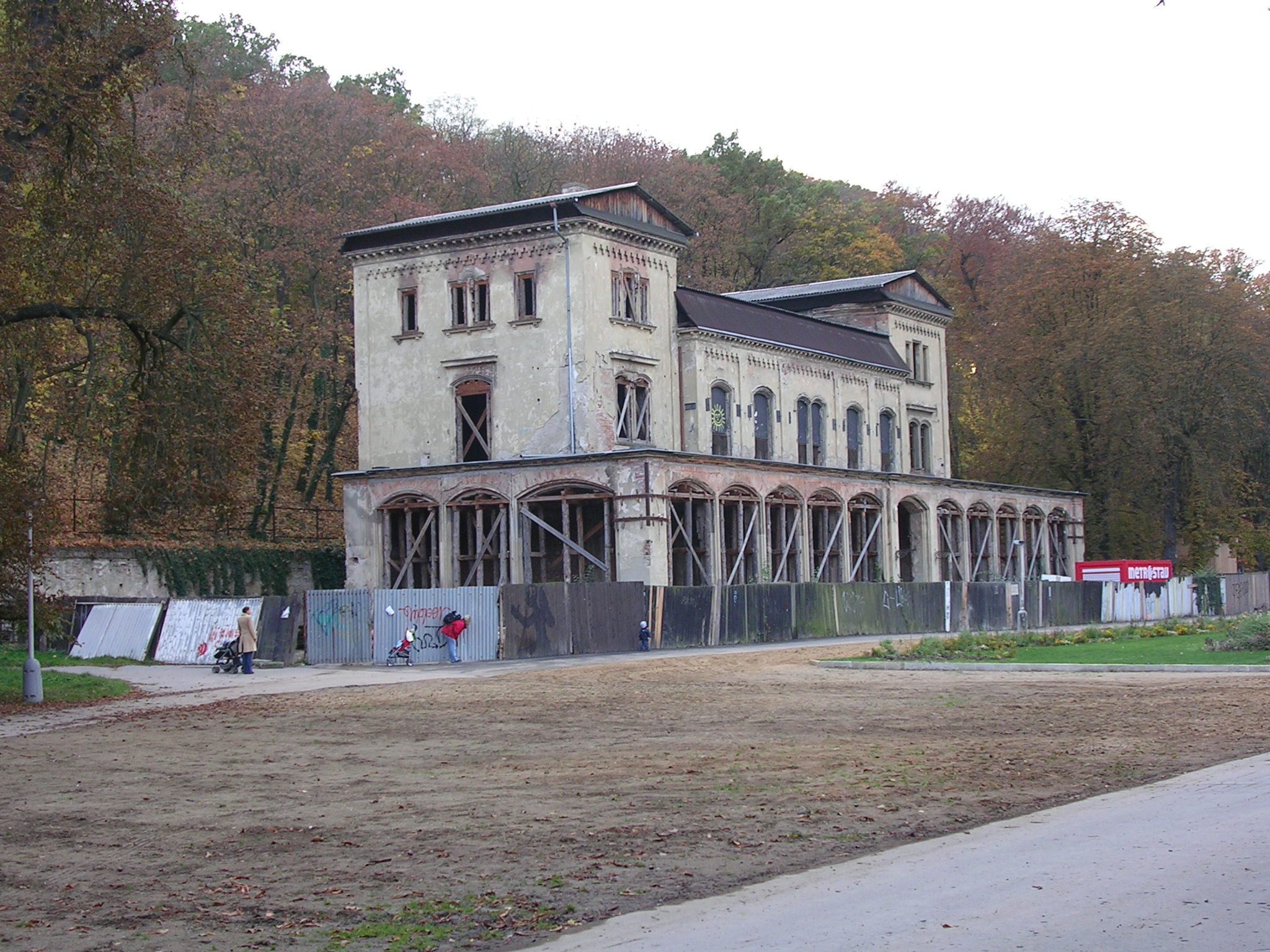
Šlechtova restaurace před rekonstrukcí, 2008

Budovu Dolního letohrádku si pronajal pražský kavárník Václav Steinitz a od dvacátých let 19. století zde provozoval restauraci. K roku 1835 ji Karel Vladislav Zap nazval letohradem a popsal zdejší slavnosti s hudbou, konané ve čtvrtek a v sobotu, a slavnou lidovou hostinu, kterou zde 25. května 1848 uspořádal Lev Thun na oslavu svobody a konstituce.
V letech 1855 až 1858 letohrádek přestavěl podle svého projektu Bernhard Grueber v novogotickém slohu. V roce 1882 si již přestavěnou budovu pronajal Václav Šlechta, který restauraci provozoval až do 2. světové války. Po válce byla restaurace znárodněna a v 60. letech pro havarijní stav zrušena. Od té doby budova jen chátrala a dvakrát vyhořela (1978 a 1980). Na jejím neutěšeném stavu se také podepsala povodeň v roce 2002, která Šlechtovu restauraci zatopila do výšky 4 metrů. V letech 2010 a 2011 ohrozily budovu sesuvy půdy.

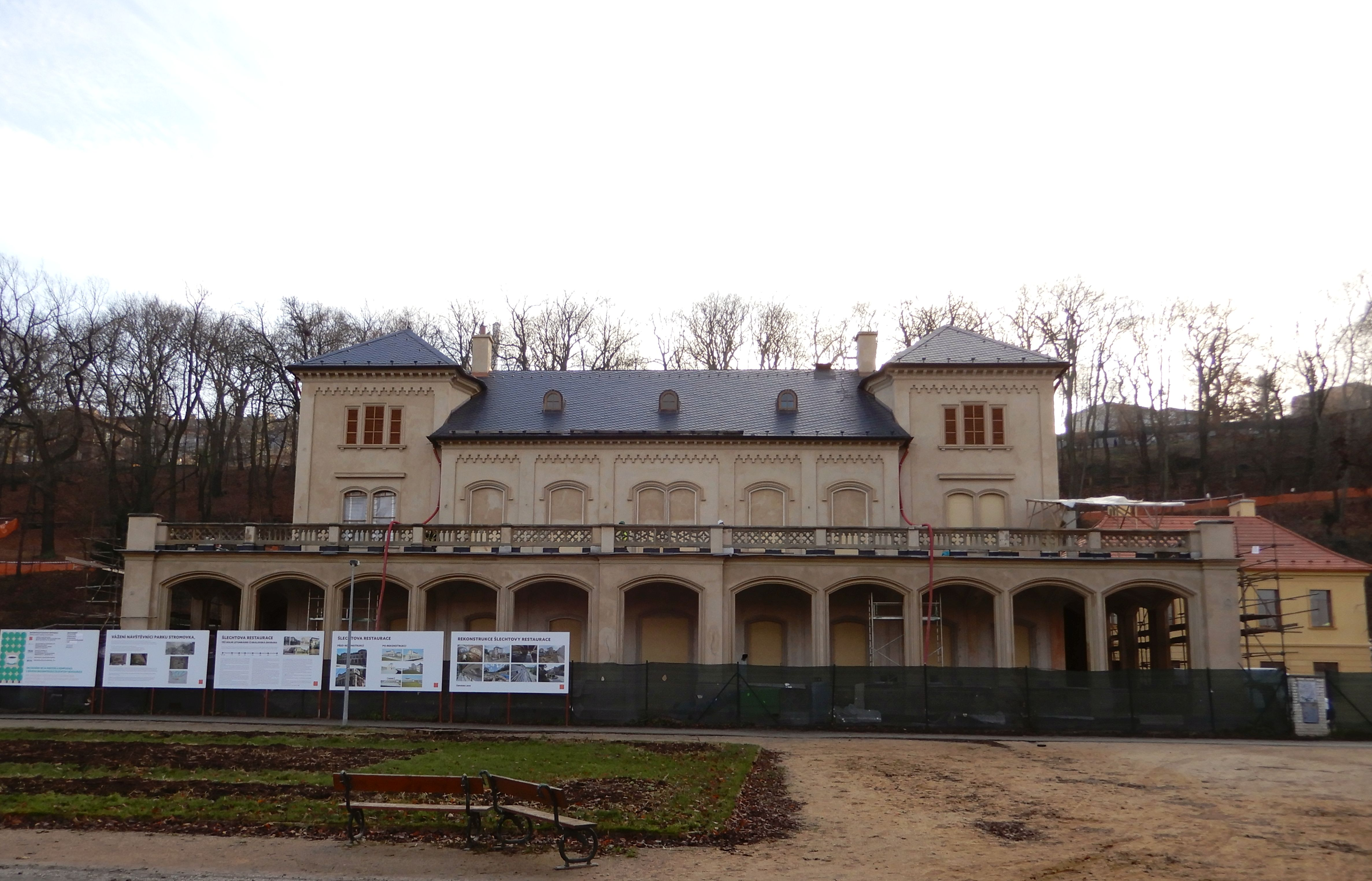
Stav rekonstrukce v prosinci 2019̠

### Rekonstrukce
O rekonstrukci se uvažovalo již v 90. letech 20. století. Za pražského primátora Pavla Béma vznikl projekt na rekonstrukci za čtvrt miliardy korun. Po konci jeho působení byl tento projekt označen za předražený a byl zrušen.
Od června 2017 probíhá kompletní rekonstrukce celé budovy za přibližně 120 milionů korun. Znovuotevření je plánováno na červen 2020. Ve výběru nového provozovatele, který pořádali magistrát a správce budovy (firma Obecní dům), zvítězila spol. Foodway Catering, která je součástí gastronomické skupiny pánů Petříka a Kaplana TOGETHER. Bude zde pro veřejnost otevřena Kavárna s restaurací, cukrárna a mají se zde konat i různé kulturní akce.
V návaznosti na celkovou rekonstrukci bývalého rybníka ve Stromovce se uskutečnila v roce 2020 také oprava prostoru před restaurací, tedy parteru s květinovými záhony. Oválný ornamentální květinový záhon před průčelím budovy byl navržen dle historické podoby záhonu z období první republiky. Bylo zde vysázeno 13 506 kusů letniček a 30 růží na kmínku.
V roce 2019 vyšla podrobná kniha o historii objektu i nájemcích místní restaurace, nese název Šlechtova restaurace - Obrázky z historie Stromovky a jejím autorem je Lukáš Berný.
Postup oprav se během let organizačně i ekonomicky komplikuje. Dne 18.3.2024 Rada hl. m. Prahy odsouhlasila další finanční podporu oprav s odůvodněním, že "...Dominanta pražské Stromovky není aktuálně v provozuschopné podobě a je nutné zahájit nákladné rekonstrukční a outfitující práce na této památce. Záměr musí ještě schválit Zastupitelstvo hl. m. Prahy...". Náklady na rekonstrukci podle některých odhadů dosáhnou dvojnásobku původních předpokladů.

## Kulturní enkláva Šlechtovka
„Občanská iniciativa pro podporu znovuzrození Šlechtovy restaurace“ je spolek lidí, kteří se různými způsoby snaží upozornit na nevyhovující stav Šlechtovy restaurace. Sdružení vzniklo v létě 1996 kvůli uspořádání koncertu na podporu znovuzrození Šlechtovy restaurace, který spolupořádala městská část Praha 7.
„Spolek přátel bezbariérového divadla Královská obora“ vznikl v roce 1994 a má za cíl vybudovat ve Stromovce letní bezbariérovou scénu, která by byla místem setkávání handicapovaných a zdravých lidí. Kulturní enkláva Šlechtovka je plocha bývalé zahradní restaurace vedle Dolního letohrádku, kterou se sdružení snaží využívat pro pořádání kulturních akcí. Nachází se zde také kiosek s občerstvením.